# Adriana Bance
Adriana Bance o Adrienne Bance (Francia, 1919 - Aconcagua, 1944) fue una alpinista francesa de la primera mitad del siglo xx, fue la primera mujer en coronar el Aconcagua (provincia de Mendoza, Argentina), quien falleció en 1944 intentando escalar nuevamente el Aconcagua.

## Biografía
Nació en el año 1919. En el año 1939 se mudó de Francia hacia la Argentina acompañando a Juan Jorge Link, quien luego sería su esposo. Fue la primera mujer en escalar el Aconcagua el 7 de marzo de 1940, como parte de la expedición del Club Andinista Mendoza. En esta expedición participaron el alemán Juan Jorge Link, así como Pablo Franke, P. Etura, D. López y J. Semper.
En 1942 participó en otra ascensión encabezada por Jorge Link, de quien fue compañera, junto a Arturo Ermrich, Francisco Siciliano, Fernando Varela y Gustavo Faddia. Durante esta expedición amputó ocho dedos de los pies de Jorge Link, víctima de congelación.
Murió en 1944 durante otra expedición al Aconcagua. En esta oportunidad se desató una tormenta mientras realizaban el descenso, y que ella se fracturara una pierna a 6.900 metros de altura. Su marido Juan Jorge Link se quedó acompañándola, y ambos fallecieron congelados. Otros dos escaladores que estaban con ellos, Albert Kneild y el geólogo Walter Schiller, también murieron en las cercanías. Junto con la pareja falleció también su perro Fifi, que los había acompañado en la cumbre del año 1940. Otros miembros de la expedición, como la nadadora argentina Lita Tiraboschi y su novio Eric Grimm lograron sobrevivir.
Sus cuerpos no fueron encontrados hasta 1946, durante una segunda expedición de búsqueda dirigida por Valentín Ugarte. Su cuerpo, que presentaba una grave lesión que probablemente le causo la muerte, fue encontrado unos 100 metros más arriba que el cuerpo de su marido Jorge Link. Su familia en Francia se enteró a principios de la década de 1950 de su muerte cuando vieron una noticia en la revista Paris-Match sobre una mujer francesa, A.B. que había muerto en el Aconcagua.
Está enterrada junto con su marido en el Cementerio de los Andinistas, cerca de Punta del Inca en la provincia de Mendoza.